# Teresa Ferenc
Teresa Ferenc-Jankowska (ur. 27 kwietnia 1934 w Ruszowie-Kolonii, zm. 1 sierpnia 2022) – polska poetka.

## Życiorys
Urodziła się w chłopskiej rodzinie Władysława Ferenca i Józefy z Mielników. Pierwsze dziewięć lat życia spędziła z rodzicami i rodzeństwem we wsi Sochy k. Zwierzyńca na terenie Ordynacji Zamoyskich. W Stolnikowiźnie k. Lublina, skąd pochodziła jej matka, spędzała po kilka miesięcy w roku u swoich dziadków, gdzie zapoznawała się z obyczajami panującymi na Lubelszczyźnie, pieśniami, bajkami, która to ludowość znalazła wyraz w jej wierszach. Będąc 9-letnim dzieckiem przeżyła 1 czerwca 1943 pacyfikację wsi Sochy, w której Niemcy zamordowali ok. 200 ludzi, w tym jej rodziców. Musiała opiekować się młodszym rodzeństwem: 5-letnim bratem i 2-letnią siostrą. Jako sierota była wychowywana u krewnych i w domach dziecka. Mieszkała kolejno w Stolnikowiźnie u dziadków, w Majdanie Lubelskim i w Krasnymstawie. W 1947 znalazła się w Domu Dziecka w Zamościu, gdzie ukończyła piątą i szóstą klasę szkoły podstawowej. W 1949 została przeniesiona do Domu Dziecka w Międzyrzecu Podlaskim k. Białej Podlaskiej. Tam uzyskała świadectwo ukończenia klasy siódmej. Dalszą naukę podjęła w Liceum Pedagogicznym w Leśnej Podlaskiej, gdzie zainteresowała się teatrem i malarstwem. Od szóstej klasy (1948–1949) do narodzin córki Anety (1957) brała udział w ogólnopolskich konkursach recytatorskich i uzyskiwała czołowe nagrody; było to naturalną szkołą poezji. W latach 1954–1965 mieszkała na Śląsku. Po ukończeniu Studium Nauczycielskiego w Katowicach uczyła w Liceum w Rybniku. Z wykształcenia była plastykiem-pedagogiem. Złożyła pomyślnie egzamin do szkoły teatralnej, ale ostatecznie zrezygnowała z tej drogi. 
W 1956 wyszła za mąż za poetę Zbigniewa Jankowskiego. Wychowała dwie córki, poetki: Anetę (Anna Janko) i Milenę (Milena Wieczorek). Mieszkała wraz z mężem i córkami w Rybniku, w 1965 przenieśli się do Kołobrzegu, jesienią 1971 do Wrocławia, a od 1975 zamieszkali w Sopocie.
Jako poetka debiutowała w 1958. Jej pierwszy tomik Moje ryżowe poletko opublikowano w 1964. Wraz z mężem Zbigniewem Jankowskim założyła Kołobrzeską Grupę Poetycką „Reda”.
W latach 1980–1982 była wiceprezesem Gdańskiego Oddziału Związku Literatów Polskich. Od lat 1980. związana z Duszpasterstwem Środowisk Twórczych w Gdańsku, od 1983 należała do gdańskiego kręgu literackiego „Wiązania”, publikowała w wydawnictwach poza zasięgiem cenzury. W 1989 była członkiem-założycielem Stowarzyszenia Pisarzy Polskich (SPP). Była też członkiem Polskiego PEN Clubu. W 1993 współtworzyła Sopocki Klub Pisarzy i Przyjaciół Książki „Brodwino”. Współpracowała z sopockim pismem literackim „Topos”.
Pochowana na cmentarzu komunalnym w Sopocie (sektor E5-1-4).

## Twórczość
- Moje ryżowe poletko (1964)
- Zalążnia (1968)
- Godność natury (1973)
- Ciało i płomień (1974)
- Małżeństwo (1975)
- Poezje wybrane i nowe (1975)
- Wypalona dolina (1979)
- Poezje wybrane (1980)[11]
- Pieta (1981)
- Najbliższa ojczyzna (1982)[11]
- Grzeszny pacierz (1983)
- Drzewo dziwo (1987)[12][11]
- Nóż za ptakiem (1987)[12][13]
- Kradzione w raju (1988)[12]
- Wybór wierszy Swallowing Paradise. Poems. (1992) (w Stanach Zjednoczonych)[12][14]
- Wiersze (1994)[12]
- Boże pole (1997)[12]
- Psalmy i inne wiersze dawne i nowe (1999)[12][14]
- Dzieci wody (2003)[12][14]
- Stara jak świat (2004)[13]
- Ogniopis. Wybór wierszy (2009)[13][14]
- Widok na życie (2012)[13][14]
- Wiersze. Wybór (2017)[15][16]

## Charakterystyka twórczości
W swojej poezji porusza m.in. tematy związane z miłością, cielesnością i macierzyństwem. W swojej poezji powraca też często do tragedii dzieciństwa – w 1943, jako dziewięcioletnie dziecko, była świadkiem jak prawie wszyscy mieszkańcy (w tym jej rodzice) zostali rozstrzelani przez Niemców; sama wieś została następnie zbombardowana i spalona (stąd w jej poezji powraca motyw ognia). Jej życie i twórczość literacka związane są także z Zamojszczyzną, Roztoczem, przyrodą.   O pacyfikacji w Sochach Teresa Ferenc napisała m.in. w wierszu Wieś skamieniała:
„1 czerwca 1943 r. na skraju zwierzynieckich lasów
rozstrzelano moją wieś.
Sochy – jak we Francji Oradour,
Sochy – jak w Czechach Lidice,
Sochy – jak we Włoszech Mezzinote”.

## Odznaczenia
- Srebrny Medal „Zasłużony Kulturze Gloria Artis” (2016)[18][19]
- Medal Księcia Mściwoja II za bogatą twórczość i osiągnięcia w dziedzinie kultury (1999)[20]
- Medal im. ks. Jana Twardowskiego za całokształt twórczości poetyckiej (2015)[3][21]
- Medal pamiątkowy 25-lecia Solidarności za działalność społeczno-literacką w latach 80. (2005)[22][23]

## Nagrody i wyróżnienia
- I nagroda w Turnieju Jednego Wiersza w ramach Rybnickich Dni Poezji za wiersz Poród (1962)
- II nagroda w Turnieju Jednego Wiersza na VI Toruńskim Maju Poetyckim za wiersz Obrona (1968)
- I nagroda WRN w Koszalinie i Oddziału ZLP w Koszalinie za cykl wierszy Ziemia (1969)
- II nagroda WRN w Koszalinie i Oddziału ZLP w Koszalinie za cykl wierszy Dzban ziemi (1970)
- Nagroda Artystyczna Ziemi Kołobrzeskiej (1971)
- Nagroda im. Stanisława Piętaka za tom poezji Wypalona dolina (1979)
- nagroda Klubu Krytyki Literackiej w plebiscycie „Gdańska Książka Roku” za tom poezji Wypalona dolina (1979)
- Nagroda Wojewody Gdańskiego za całokształt twórczości poetyckiej (1981)
- Nagroda Wojewody Zamojskiego w konkursie na wspomnienia „Kiedy przyszli podpalić dom” (1982)
- Nagroda im. Brata Alberta (1989)
- Nagroda Prezydenta Sopotu „Srebrna Plakieta” (1991)
- nagroda Zarządu Gdańskiego Towarzystwa Przyjaciół Sztuki w dziedzinie kultury (1994)
- Nagroda im. Włodzimierza Pietrzaka (1995)
- wyróżnienie Fundacji Kultury za Boże pole (1997)
- kwartalna nagroda Media Książce (Gdańska Książka Wiosny) za Boże pole (1997)
- Nagroda Prezydenta Miasta Gdańska w Dziedzinie Kultury z okazji jubileuszu 40-lecia pracy twórczej (2004)[24]
- Nagroda Prezydenta Miasta Sopotu (2004)
- Nagroda Artusa 2004 za zbiór wierszy Stara jak świat (2004)
- Nagroda Media Książce za zbiór wierszy Stara jak świat (2004)
- Nagroda Prezydenta Miasta Gdańska w Dziedzinie Kultury z okazji jubileuszu 50-lecia pracy twórczej (2009)[24]
- Nagroda Prezydenta Miasta Sopotu (2009)
- Nagroda Marszałka Województwa Pomorskiego (2009)
- nagroda specjalna Stowarzyszenia Wydawców Katolickich Feniks (2016)

Źródło:.

## Kultura masowa
Wiersze Teresy Ferenc wykorzystano w widowisku telewizyjnym pt. Pieśń o naszym morzu (1969) w reż. Kazimierza Łastawieckiego.
Przeżycia i losy Teresy Ferenc w czasie okupacji niemieckiej i masakry wsi Sochy stały się głównym motywem książki Anny Janko pt. Mała Zagłada (wyd. 2015).
Na podstawie książki Anny Janko Mała Zagłada, reżyserka Natalia Koryncka-Gruz nakręciła film dokumentalny pt. Mała Zagłada (2018).